# Dilophus nigripes
Dilophus nigripes är en tvåvingeart som beskrevs av Blanchard 1852. Dilophus nigripes ingår i släktet Dilophus och familjen hårmyggor. Inga underarter finns listade i Catalogue of Life.